# Репліканти (істоти)
Репліканти (істоти) — вигадані біоінженерні андроїди (людиноподібні роботи), продукт генної інженерії. Описані американським письменником Філіпом Діком у романі «Чи мріють андроїди про електричних овець»? (1968). Також репліканти з'являються у знятому за мотивами книги фільмі «Той, хто біжить по лезу» (1982) та його продовженні "Той, хто біжить по лезу 2049" (2017).
Серія реплікантів Nexus практично ідентична дорослим людям, проте володіє значно більшою силою, швидкістю та розумовими здібностями. Здібності реплікантів можуть різнитися між собою в залежності від моделі.

## Походження терміна
У своєму романі "Do Androids Dream of Electric Sheep?" Філіп Дік використовував термін "android " або "andy" (англ.), але Рідлі Скотт (режисер "Той, хто біжить по лезу", 1982) хотів вигадати унікальне слово для опису цих істот, аби аудиторія не мала до них упередженого ставлення. Коли сценарист Девід Піплз переписував сценарій, він порадився зі своєю дочкою-біохіміком щодо назви: вона запропонувала слово реплікація (англ."replicating"), що означає автовідтворення клітиною самої себе.

## Історія виникнення
В майбутньому (2019 рік) за допомогою генної інженерії вчені створили ідеальних андроїдів, яких назвали реплікантами. Андроїди практично нічим не відрізнялися від справжніх людей, в дечому навіть перевершуючи їх. Генетична інженерія дозволяє виправити природні недоліки людей та вдосконалити деякі життєво важливі функції організму. Вчені наділили реплікантів надлюдською силою, розумом та швидкістю. Невдовзі виявилося, що виготовлення та експлуатація таких, практично безправних, роботів обходиться дешевше за утримання працівників-людей. Це помітили корпорації, яким це фінансово вигідно, а згодом компанія "Tyrell" запускає реплікантів у масове виробництво. Їх використовують для важких та небезпечних (робота в шахтах) або принизливих для гідності робіт (проституція), а також як рабів.

## Опис реплікантів
Репліканти є повноцінними особистостями, тому задумуються над своїм рабським становищем. Аби вони не здогадувались про своє походження, їм у пам'ять починають  вживляти чужі спогади. Протягом фільму деякі герої, такі як Рейчел (Шон Янг) все ще не знають, що вони є штучними створіннями. Невдовзі певні групи андроїдів починають повстання, що змушує людей зменшити їхній термін життя до 4 років. Для пошуку та знищення непокірних реплікантів влада створює спеціалізований відділ "тих, хто біжить по лезу" (англ. blade runner). Єдиним способом перевірити особу на наявність штучного походження є тест Войта-Кампфа, який перевіряє рівень емпатії.
У фільмі "Той, що біжить по лезу" (1982)
До подій, які показані у кінокартині, репліканти стали незаконними на Землі після кривавого заколоту, який вийшов за межі світу. Бунт вчинила група реплікантів найбільш розвиненої моделі -  Nexus-6. За два тижні до відправної точки фільму шість таких роботів вислизнули з колоній утримання. Для здійснення втечі репліканти вбили 23 людини і викрали космічний корабель аби дістатися на Землю. Для затримання втікачів уряд сформував спецпідрозділ офіцерів поліції, який назвали "Тими, хто біжить по лезу". Події фільму фокусуються на гонитві за реплікантами Ріка Декарда, який і є таким офіцером. Його робота - знайти ймовірного репліканта, перевірити його на тест Войта-Кампфа та ліквідувати. Репліканти типу Nexus-6 були розроблені таким чином, аби вони мали максимальну схожість з людьми. Відмінністю став лише вияв емоцій: репліканти не здатні проявляти емпатичні почуття. Аби краще контролювати свої винаходи, корпорація "Tyrell" почала  вживлювати реплікантам помилкові спогади, аби в тих було фантомне відчуття досвіду.